# John Cochrane (polityk)
John Cochrane (ur. 27 sierpnia 1813 w Palatine, zm. 7 lutego 1898 w Nowym Jorku) – amerykański polityk, członek Partii Demokratycznej.

## Działalność polityczna
W okresie od 4 marca 1857 do 3 marca 1861 przez dwie kadencje był przedstawicielem 6. okręgu wyborczego w stanie Nowy Jork w Izbie Reprezentantów Stanów Zjednoczonych.